# Johann Conrad Schlaun
Johann Conrad Schlaun né le 5 juin 1695 à Nörde près de Warburg et mort le 21 octobre 1773 à Münster, est un architecte allemand baroque du XVIIIe siècle.
Il travaille essentiellement avec le grès et la brique rouge. Connu en Rhénanie pour avoir répandu le style baroque dans Münster et ses alentours, on y retrouve ses constructions les plus célèbres.

## Édifices
- La Clemenskirche (à Münster)
- L'Erbdrostenhof (à Münster)
- Palais des princes évêques de Münster (Universitätsschloss)
- Palais du prince archevêque-électeur de Cologne, Clément Auguste de Bavière
- La maison Rüschhaus
- Le château de Nordkirchen
- Le château de Lembeck
- Une ferme-château, un couvent et une église à Gulpen-Wittem dans le Limbourg
- Un bâtiment industriel à Eupen
- Château de Bornheim en Rhénanie.

## Images

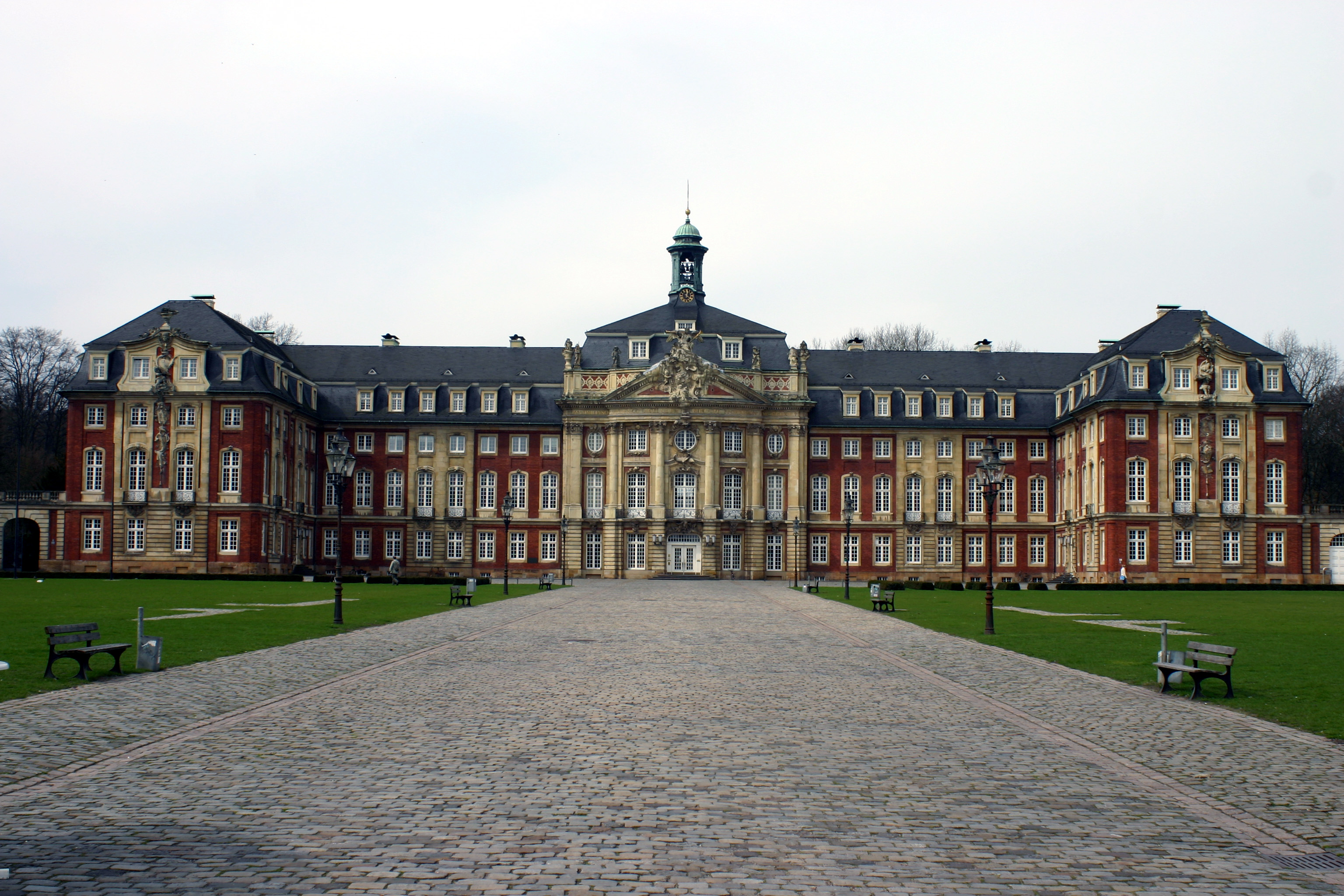
Residenzschloss Münster
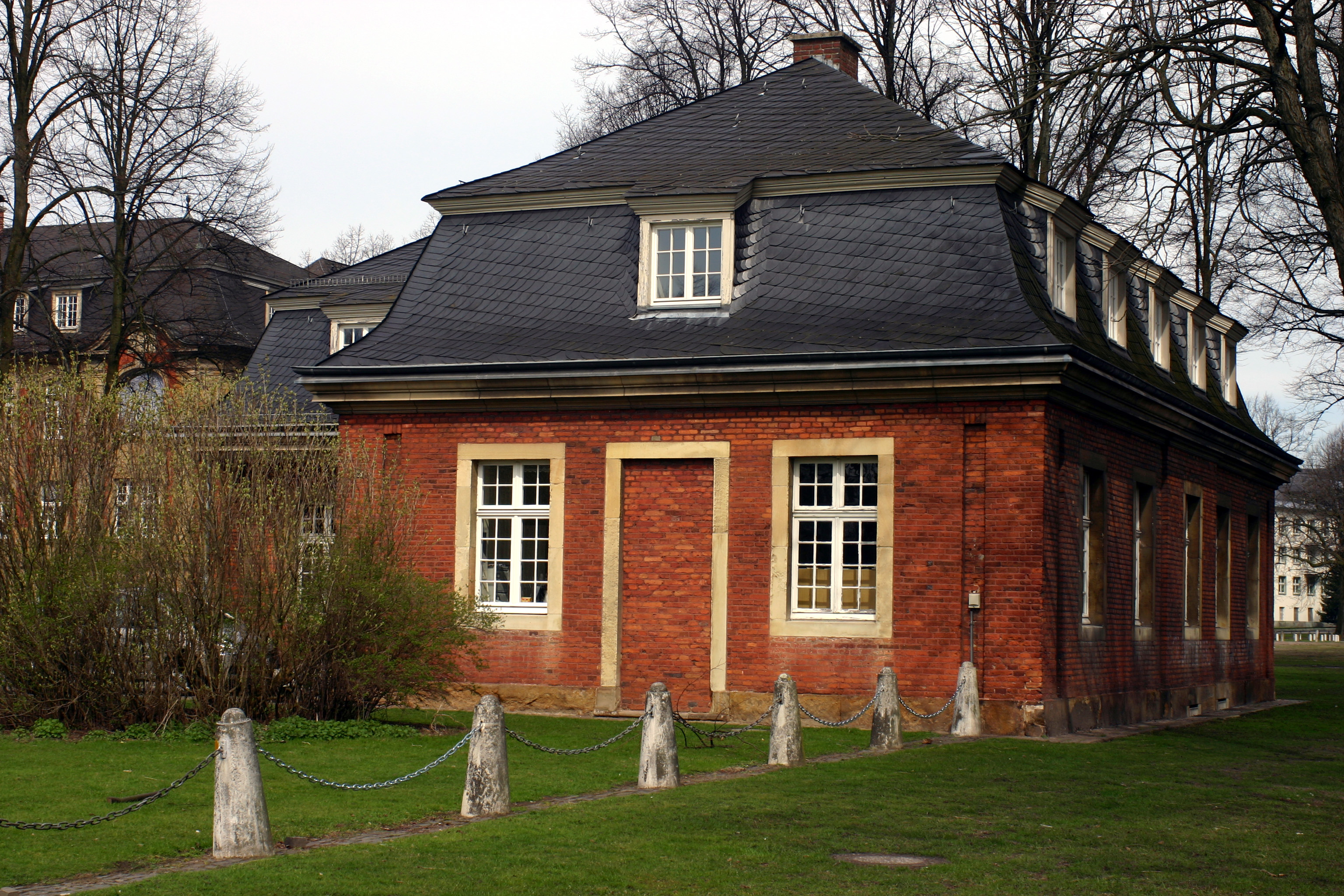
Residenzschloss Münster (Kavalliershäuschen)
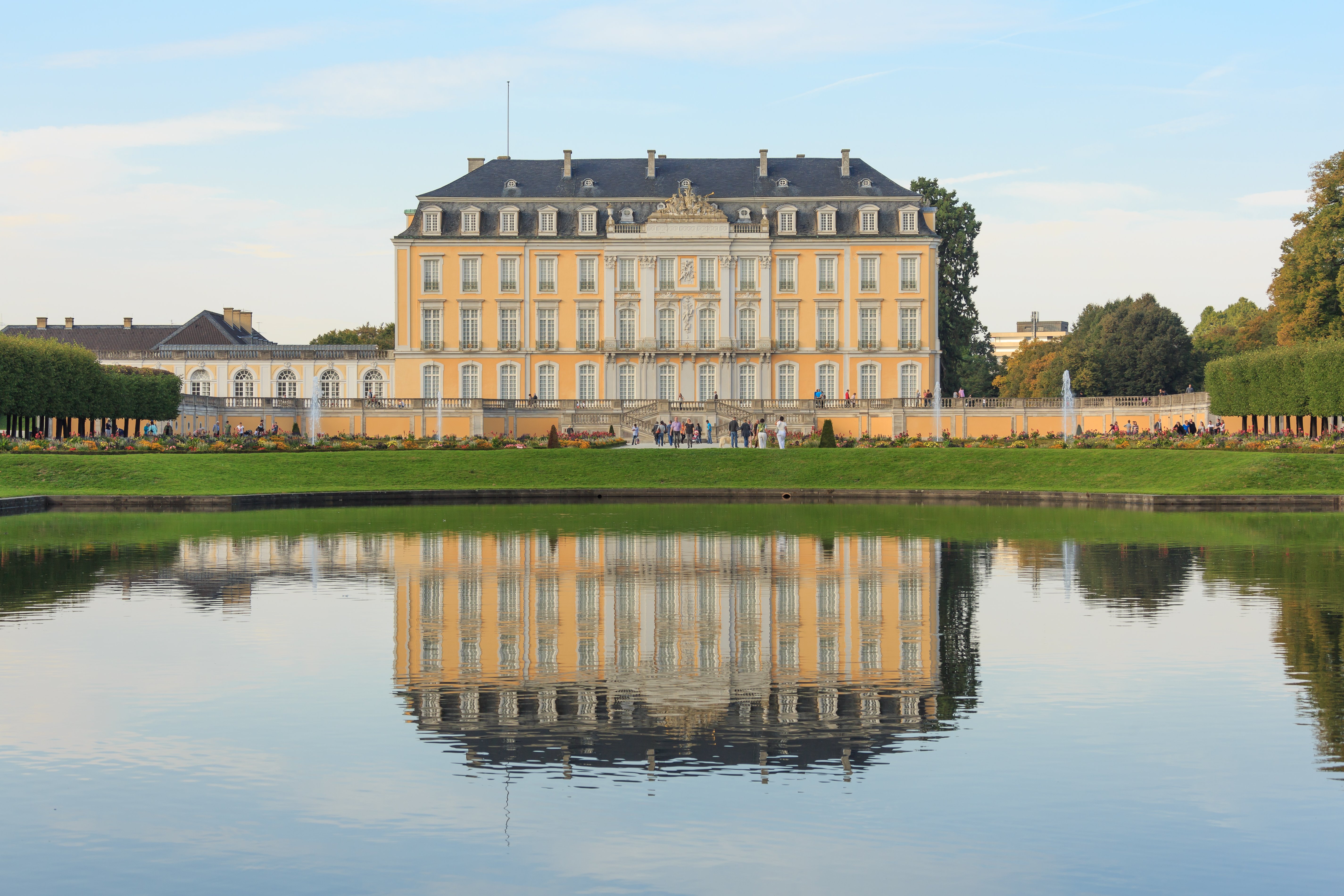
Schloss Augustusburg
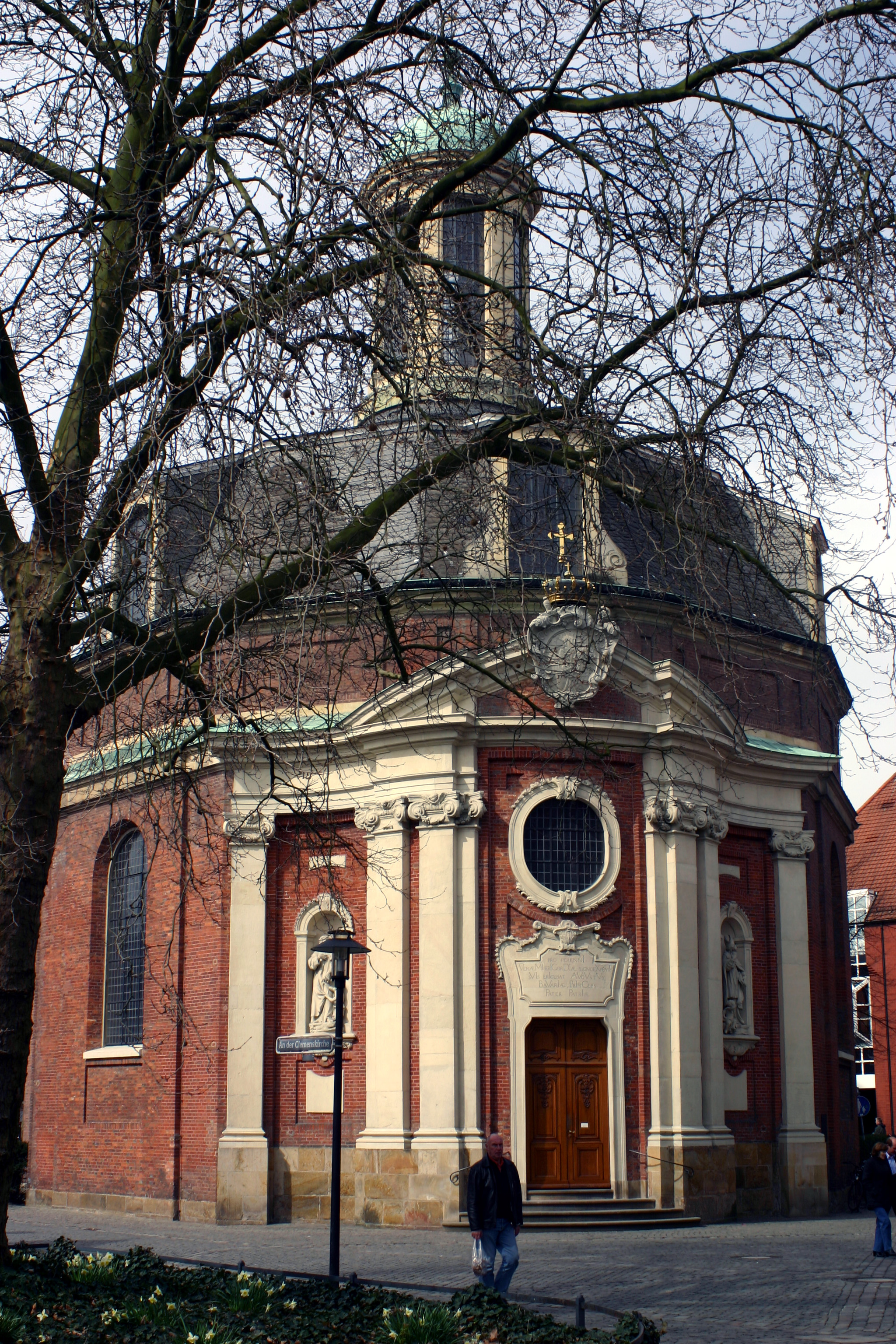
Clemenskirche
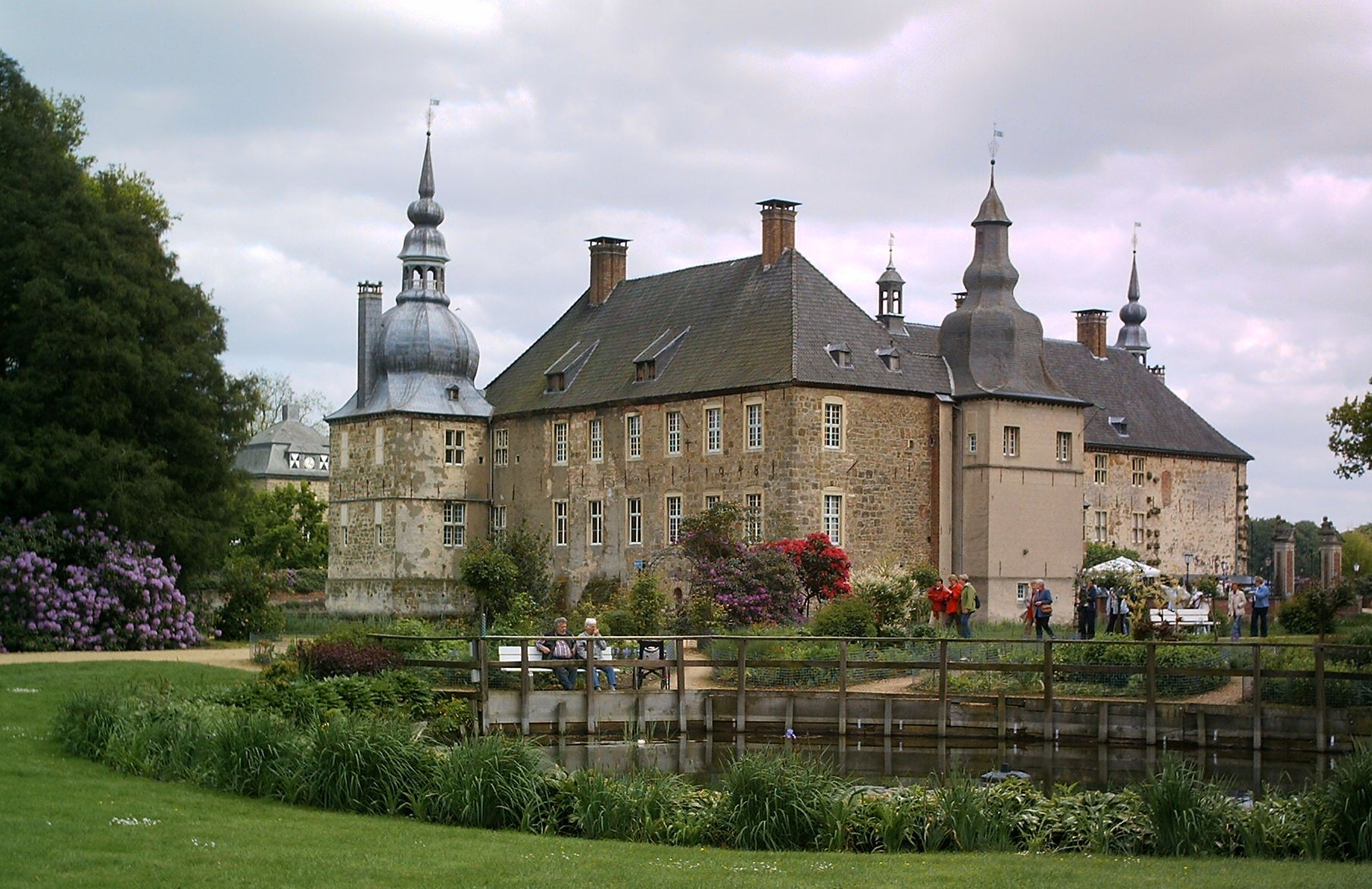
Schloss Lembeck